# عفنة إبريقية الشكل
عفنة إبريقي الشكل (الاسم العلمي:Mucor urceolatus) هي نوع من الفطريات تتبع جنس العفنة من الفصيلة العفنية.